# CrossFire
CrossFire, CrossFireX (dla platformy Spider) – marketingowa nazwa technologii graficznej opracowanej przez firmę ATI. W podwójnej konfiguracji dzieli ona obraz idący do pierwszej karty graficznej (master) tak, że mniej więcej połowa (w zależności od konfiguracji) trafia do karty wspomagającej (slave). Umożliwia to znaczne przyspieszenia aplikacji 3D. Według ATI jej rozwiązanie jest w pełni kompatybilne ze wszystkimi tytułami gier oraz wszystkimi programami do obróbki grafiki 3D. CrossFireX jest kontynuacją technologii wspierającą karty z serii HD 3800 i współpracującą z chipsetami z serii AMD 7.
Jest to odpowiedź na technologię SLI wprowadzoną przez firmę nVIDIA.
Z technologii tej można skorzystać tylko na specjalnie przygotowanych do tego płytach głównych obsługujących technologię CrossFire i CrossFireX.
Obecnie na technologia nie jest rozwijana. Ostatnia karta graficzna AMD, która wspierała technologię CrossFire w tradycyjny sposób, to Radeon RX 500 Series (wydana w 2017 roku).